# 沢来太郎

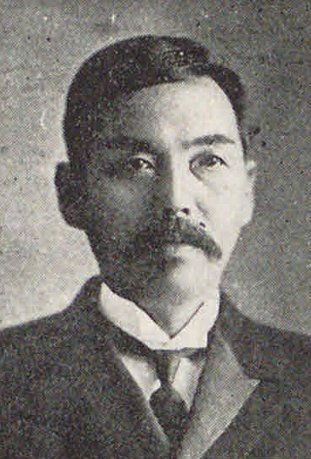
沢来太郎

沢 来太郎（さわ らいたろう、慶応元年12月15日（1866年1月31日） - 大正11年（1922年）3月23日）は、日本の衆議院議員（憲政本党→立憲国民党→立憲政友会）。

## 経歴
宮城県栗原郡沢辺村（現在の宮城県栗原市）出身。自由民権運動に加わり、1881年（明治14年）に公愛会という政社を結成した。1894年（明治27年）、県下の自由党員を糾合して血誠義団を組織し、その会長となった。さらに雑誌「新東北」や仙台新聞を発刊して自由党の勢力拡大に貢献したが、1897年（明治30年）に河野広中が自由党を離党すると、それに従い、東北同盟会を組織した。
1902年（明治35年）、第7回衆議院議員総選挙に出馬し、当選。以後、当選回数は6回を数えた。その他、東北商業株式会社監査役、三星炭鉱株式会社監査役も務めた。

## 著書
- 『陸海軍政整理論』（東洋出版社、1912年）[4]